# Nő a házban szemben az utca másik oldalán a lánnyal az ablakban
A Nő a házban szemben az utca másik oldalán a lánnyal az ablakban (eredeti cím: The Woman in the House Across the Street from the Girl in the Window) 2022-es amerikai vígjátéksorozat, amelyet Rachel Ramras, Hugh Davidson és Larry Dorf alkotott. A főbb szerepekben Kristen Bell, Michael Ealy, Tom Riley, Mary Holland és Cameron Britton látható.
Amerikában és Magyarországon 2022. január 28-án mutatta be a Netflix.

## Ismertető
Egy Anna nevű, összetört szívű nő nem biztos benne, hogy tanúja volt-e egy gyilkosságnak. Az alkoholt a terapeutája által felírt gyógyszerekkel keveri, gyakoriak a hallucinációi, és bénító félelemben szenved az esőtől (ombrofóbia). Annát kiközösítik a közösség tagjai, köztük az új szomszédai, és a rendőrség "őrültnek" bélyegzi. Függetlenül attól, hogy látta-e a gyilkosságot vagy sem, Anna magára vállalja, hogy kideríti az igazságot.

## Szereplők

### Főszereplők
| Szereplők        | Színész         | Magyar hang       | Leírás |
| ---------------- | --------------- | ----------------- | --- |
| Anna Whitaker    | Kristen Bell    | Vadász Bea        | Festőnő, aki szünetet tart a karrierjében, hogy meggyászolja nyolcéves lánya halálát, amely tragédia a házasságát is tönkretette. Fél az esőtől, és gyakran iszik a különböző gyógyszerei mellé, ami élénk hallucinációkat eredményez. |
| Douglas Whitaker | Michael Ealy    | Molnár Kristóf    | Anna volt férje, egy törvényszéki pszichiáter és FBI profilozó, aki sorozatgyilkosokra specializálódott. |
| Neil Coleman     | Tom Riley       | Ágoston Péter     | Anna özvegy szomszédja. |
| Sloane           | Mary Holland    | Sipos Eszter Anna | Anna támogató barátja, egy helyi művészeti galériatulajdonos. |
| Buell            | Cameron Britton | Szrna Krisztián   | Barátságos, egyszerű gondolkodású ezermester, aki évek óta javítja Anna postaládáját. |
| Lisa             | Shelley Hennig  | Mórocz Adrienn    | Neil barátnője, akiről Anna azt hiszi, hogy meggyilkolták. |
| Emma Coleman     | Samsara Yett    | Hegedűs Johanna   | Neil kilenc éves lánya. |

### Mellékszereplők
| Szereplők              | Színész               | Magyar hang        | Leírás                                                              |
| ---------------------- | --------------------- | ------------------ | ------------------------------------------------------------------- |
| Carol                  | Brenda Koo            | Gyöngy Zsuzsa      | Anna ítélkező szomszédja.                                           |
| Becky Lane             | Christina Anthony     | Makay Andrea       | Nyomozó.                                                            |
| Rex                    | Benjamin Levy Aguilar | Fehér Tibor        | Férfi sztriptíztáncos.                                              |
| Elizabeth              | Appy Pratt            | Schmidt Karolina   | Anna 2018-ban elhunyt 8 éves kislánya.                              |
| Mészárló Mike          | Brendan Jennings      | Kapácsy Miklós     | Kannibalista sorozatgyilkos, aki megölte Elizabeth-et.              |
| Meredith               | Janina Gavankar       | Nagy Katica        | Neil felesége, aki néhány hónappal Anna beköltözése előtt halt meg. |
| Hillary                | Nitya Vidyasagar      | Dobó Enikő         | Meredith testvére.                                                  |
| Claire                 | Nicole Pulliam        | Csuha Borbála      | Douglas munkatársa.                                                 |
| Ms. Patrick            | Lyndon Smith          | Pánics Lilla       | Meggyilkolt tanár.                                                  |
| Üzletasszony a repülőn | Glenn Close           | Menszátor Magdolna | Üzletasszony a repülőn.                                             |

### Magyar változat
- Magyar szöveg: Kecskés Enikő
- Hangmérnök és vágó: Hollósi Péter
- Gyártásvezető: Gémesi Krisztina
- Szinkronrendező: Molnár Kristóf
- Produkciós vezető: Fekete Márk

A szinkront a Direct Dub Studios készítette.

## Epizódok
| Sor. | Év. | Cím                   | Rendező         | Író                                        | Premier          |
| ---- | --- | --------------------- | --------------- | ------------------------------------------ | ---------------- |
| 1.   | 1.  | 1. epizód (Episode 1) | Michael Lehmann | Rachel Ramras, Hugh Davidson és Larry Dorf | 2022. január 28. |
| 2.   | 2.  | 2. epizód (Episode 2) | Michael Lehmann | Rachel Ramras, Hugh Davidson és Larry Dorf | 2022. január 28. |
| 3.   | 3.  | 3. epizód (Episode 3) | Michael Lehmann | Rachel Ramras, Hugh Davidson és Larry Dorf | 2022. január 28. |
| 4.   | 4.  | 4. epizód (Episode 4) | Michael Lehmann | Rachel Ramras, Hugh Davidson és Larry Dorf | 2022. január 28. |
| 5.   | 5.  | 5. epizód (Episode 5) | Michael Lehmann | Rachel Ramras, Hugh Davidson és Larry Dorf | 2022. január 28. |
| 6.   | 6.  | 6. epizód (Episode 6) | Michael Lehmann | Rachel Ramras, Hugh Davidson és Larry Dorf | 2022. január 28. |
| 7.   | 7.  | 7. epizód (Episode 7) | Michael Lehmann | Rachel Ramras, Hugh Davidson és Larry Dorf | 2022. január 28. |
| 8.   | 8.  | 8. epizód (Episode 8) | Michael Lehmann | Rachel Ramras, Hugh Davidson és Larry Dorf | 2022. január 28. |

## A sorozat készítése
2020. október 20-án a Netflix nyolc epizódból álló limitált sorozatmegrendelést adott a produkciónak. 2020. október 20-án kiderült, hogy a minisorozatot Rachel Ramras, Hugh Davidson és Larry Dorf készítette, és Kristen Bell (aki egyben a főszereplő is), Will Ferrell, Jessica Elbaum és Brittney Segal volt a vezető producere. A minisorozat gyártásában a Gloria Sanchez Productions is részt vett. Az alkotóknak különböző ötleteket kellett törölniük a vázlataikban, hogy a koronavírus-járvány idején kényelmesen zajlon a forgatás, Ferrell pedig online felügyelte őket a Zoom beszélgetéseken keresztül.
A forgatás Los Angelesben zajlott 2021 márciusa és májusa között.